# Sokalova aféra
Takzvaná Sokalova aféra začala žertem, který si Alan Sokal, profesor fyziky na New York University, udělal svým parodickým pseudofilozofickým článkem z redakce a čtenářů časopisu Social Text se zaměřením na kulturální studia.
V roce 1996 uveřejnil Sokal v jarním/letním čísle tohoto časopisu, vydávaného v Duke University Press (na Duke University) ve státě Severní Karolína v USA, rozsáhlý článek s názvem Transgressing the Boundaries : Towards a Transformative Hermeneutics of Quantum Gravity (Překračování hranic : k transformativní hermeneutice kvantové gravitace). Byl to experiment, který měl ukázat, jestli prestižní časopis uveřejní článek „vydatně opepřený nesmysly, pokud (a) působí seriózně a (b) je v souladu s ideologickými předsudky redakce.“ Zhruba ve stejném čase Sokal v článku A Physicist Experiment with Cultural Studies publikovaném v časopise Lingua Franca (květen/duben) svůj podvod odhalil.

## „Transformativní hermeneutika kvantové gravitace“
Alan Sokal patří mezi zastánce „tvrdého“ pojetí vědy. Jeho článek se navenek prezentuje jako teoretický esej, jehož šíře záběru je obdivuhodná a má všechny atributy vyžadované postmodernistickou literární teorií, vycházející ze sociálního konstruktivismu. Na první pohled vůbec nepůsobí neseriózně. Je napsaný typickým akademickým stylem, lehce arogantním a rozvláčným a je doplněný o velké množství citací (Derrida, Lacan, Latour, Woolgar, Kuhn, Lyotard, Morin, Einstein, Bohr a další).
Sporným bodem článku je ale jeho obsah. Autor v něm dochází k závěru, že současný vývoj teorie kvantové gravitace jasně vytyčuje směr k budoucnosti, ve které budou lidé „osvobozeni od tyranie absolutní pravdy a objektivní reality“. Jinak řečeno v článku argumentuje, že tradiční teorie gravitace byla jenom kapitalistickou fikcí a její neopodstatněnost ukazuje socialistická/relativistická/feministická teorie kvantové gravitace.
Při hlubším zaměření se na článek vyplyne že tento text záměrně postrádá logický smysl. Smysl sice chybí, text je ovšem napsaný aktuálním filozoficko-analyticko-sociologickým žargonem, a tak má všechny atributy postmoderních literárních teorií. Hlavní je, že vychází ze sociálního konstruktivismu, poplatného americkému univerzitnímu prostředí.

## Sokalova kritika
V článku uveřejněném v časopisu Lingua Franca, ve kterém se přiznává k podvodu, primárně obviňuje redakční radu časopisu Social Text z neschopnosti odhalit, že se jedná o parodii, a prohlašuje, že „jakýkoliv kompetentní matematik nebo fyzik by pochopil, že se jedná o vtip“. Přímo je viní z intelektuální arogance a dokazuje to právě na faktu, že článek přijali bez jakékoliv konzultace s poučenými odborníky. Na svoji obranu redaktoři uvedli, že článek považovali za „vážný pokus profesionálního vědce hledat podporu pro výzkum ve své oblasti v postmoderní filozofii“ a „jeho charakter parodie v ničem neovlivnil náš zájem o tento článek jako o symptomatický dokument“, přičemž obvinili Sokala z neetického chování.
Sokal chtěl svou parodií na současné filozofické texty ukázat v první řadě na to, že část humanitních vědců ovládla intelektuální lenost natolik, že nejsou více schopní prohlédnout skrze mlhu svých vlastních myšlenek a chybí jim tak minimální schopnost odlišit to podstatné od úplného blábolu.
Sokalova práce je napsaná aktuálním filozoficko-analyticko-sociologickým žargonem. Právě ten je také předmětem jeho kritiky. Autoři podle něj často píší vágně, frázovitě, zmateně a nejednoznačně. Nadměrně používají metafory, převažuje citování autorit namísto toho, aby byly poskytnuty logické důkazy, zmateně používají a nadužívají odborné termíny i běžná slova. V článku Transgressing the Boundaries: An Afterword charakterizuje Sokal svůj žert následovně: „Stejně jako žánr, který měl být ironizován – tisíce příkladů z něj lze najít v mé bibliografii – je můj článek směskou pravd, polopravd, čtvrt-pravd, lží, nelogičností a syntakticky správných vět, které ale nemají žádný smysl.“
Alan Sokal kritizuje skutečnost, že právě nyní více než jindy existuje povrchní a ledabylé myšlení, popírající objektivní realitu. A že toto „subjektivistické“ myšlení je velmi rozšířené v intelektuálních a politických kruzích. Sokal tvrdí, že jsou to právě akademici, kteří pohrdají kritikou z vnějšku. Odmítá názor některých postmoderně a poststrukturalisticky orientovaných humanitních autorů a myšlenky typu „vědecké pravdy nemají vyšší epistemologickou hodnotu než jakékoliv jiné narace, jsou pouhými sociálními a lingvistickými konstrukcemi atp.“. Podobné postoje považuje přímo za útok na normativní koncepci vědeckého bádání o světě.
Tyto všechny nedostatky, které byly zmíněny, ale autorovi nevadí tolik jako proklamovaná příslušnost tvůrců oněch pojednání k levici. Jeho hlavní cíl při psaní parodie byl totiž politický – bojovat proti subjektivismu v levici. Sokal se hlásí k americké levici, ale protestuje proti praktikám, které do ní vnáší mnozí současní poststrukturalističtí, postmoderní, feminističtí a jiní badatelé. Sokal tvrdí: „Mým účelem nebylo obránit vědu před barbarskými hordami literárních kritiků. Přesněji řečeno, je můj zájem spíše politický, a to bojovat proti módnímu postmodernímu/poststrukturalistickému/sociálněkonstruktivistickému diskurzu – a obecně proti těm, kdo mají sklon k subjektivismu – který, jak věřím, škodí hodnotám a budoucnosti Levice.“

## Odezva
Sokalův článek a autorovo následné sebeodhalení vyvolalo vlnu zájmu ze strany jak amerických tak francouzských filozofů, sociologů i přírodovědců, který přerostl akademickou půdu a zasáhl i do mainstreamových médií (viz např. reakci Stanleyho Fishe 21. května 1996 v New York Times nebo Bruna Latoura 18. ledna 1997 v Le Monde).
Odpůrci si o Sokalovi myslí, že je po filozofické stránce naivní, pokud věří v rozum, logiku a pravdu. Jeho odpůrci stejně tak Sokalovi vyčítají, že nemá dostatečné znalosti v oblasti, kterou kritizuje a proto jeho kritika vyznívá do prázdna.[zdroj?]
Příznivci naopak naznačují, že se mu podařilo poukázat na absurdity sociálního konstruktivismu, pokud je používán v souvislosti s přírodními vědami a upozornit na to, že některé způsoby filozofování vedou ke stírání hranice mezi smysluplnou řečí a blábolem. Sokalovi se tak podařilo názorně demonstrovat, nakolik jsme často náchylní nekriticky přijímat myšlenky, které podporují naše stanovisko.[zdroj?]